# Ayouba Traoré
Ayouba Traoré (* 9. August 1982 in Bamako) ist ein ehemaliger malischer Judoka.

## Sport
Traoré trat bei den Olympischen Sommerspielen 2016 in Rio de Janeiro an. Im Halbschwergewicht kam er auf Rang 17. Er verlor im ersten Kampf gegen Cyrille Maret aus Frankreich. Darüber hinaus nahm er auch an den Afrikameisterschaften 2009 (5.) und 2015 teil.
Er arbeitet an einer französischen Schule in Bamako.